# София Фокина
София Фокина (на гръцки: Σοφία Φώκαινα, София Фокена) от фамилията Фока е византийска аристократка от X век, племенница на император Никифор II Фока, братовчедка на император Йоан Цимиски и майка на Теофано – императрица на Свещената Римска империя.
София е дъщеря на куропалата Лъв Фока Млади (+ сл. 971) – стратег на тема Анатоликон и по-малък брат на император Никифор II Фока. Сестра е на Варда Фока Млади.

През 970 г. бащата на София прави неуспешен опит да вдигне бунт срещу император Йоан Цимисхий, поради което е заточен на остров Лесбос, а по-късно е и ослепен, след като прави опит да избяга от острова.
София Фокина е омъжена за Константин Склир (920–991), брат на Варда Склир и на Мария Склирина - първа съпруга на император Йоан Цимисхий. Дъщеря на София и Константин е Теофано Склирина (* 955/60, † 15 юни 991), която е омъжена през 972 г. за западния император Отон II и от 985 до 994 г. е значима регентка на Свещена Римска империя.